# Chutes d'Ekombe
Pour les articles homonymes, voir Ekombe.
Les chutes d'Ekombé sont des chutes d'eau situées dans le département de la Mémé  au Cameroun, à proximité de Buéa, sur le fleuve Mémé. Elles sont hautes de 30 mètres.Ces chutes sont aussi connues sous le nom "Chutes de la Mémé". On peut y accéder à partir de Kumba. 

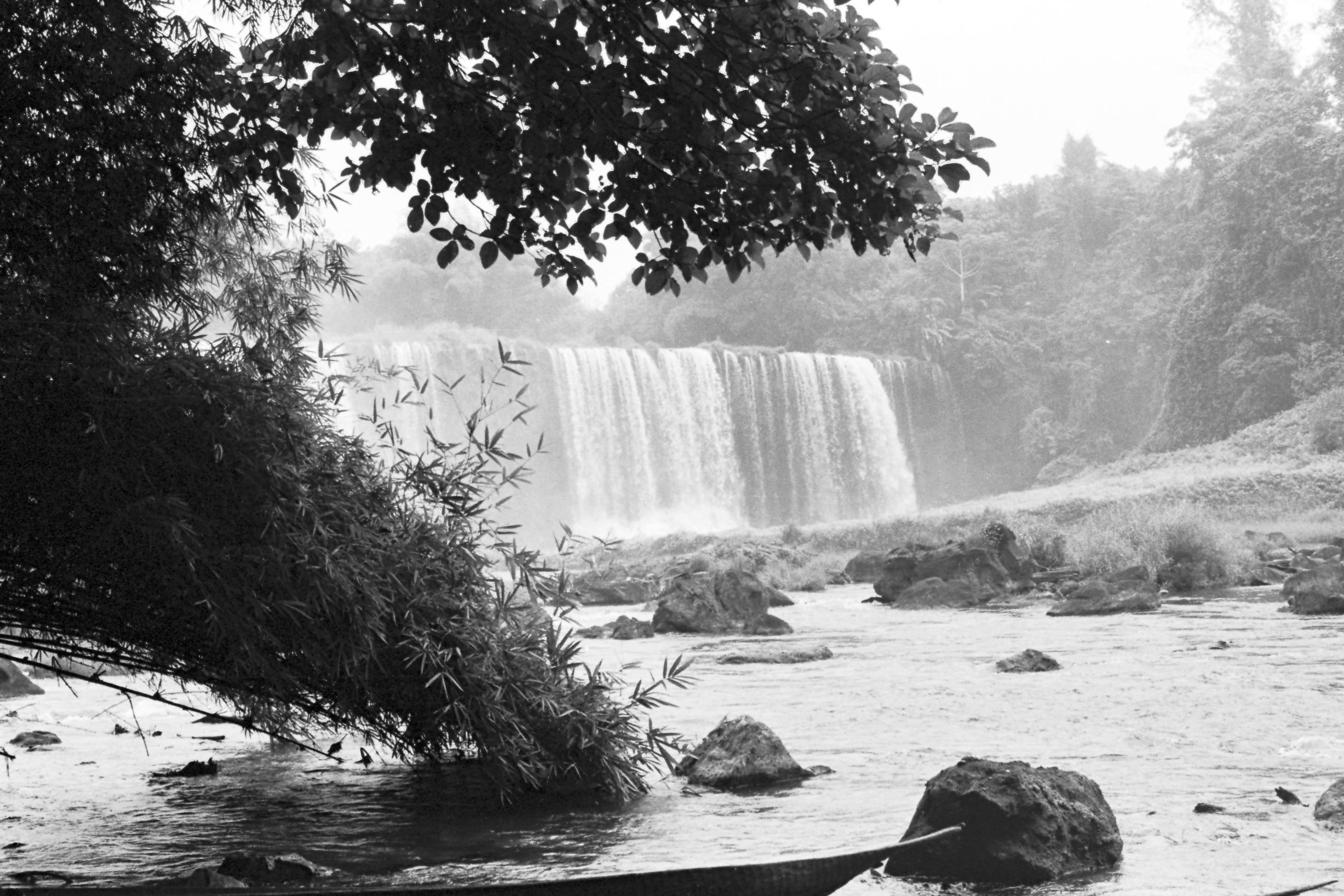

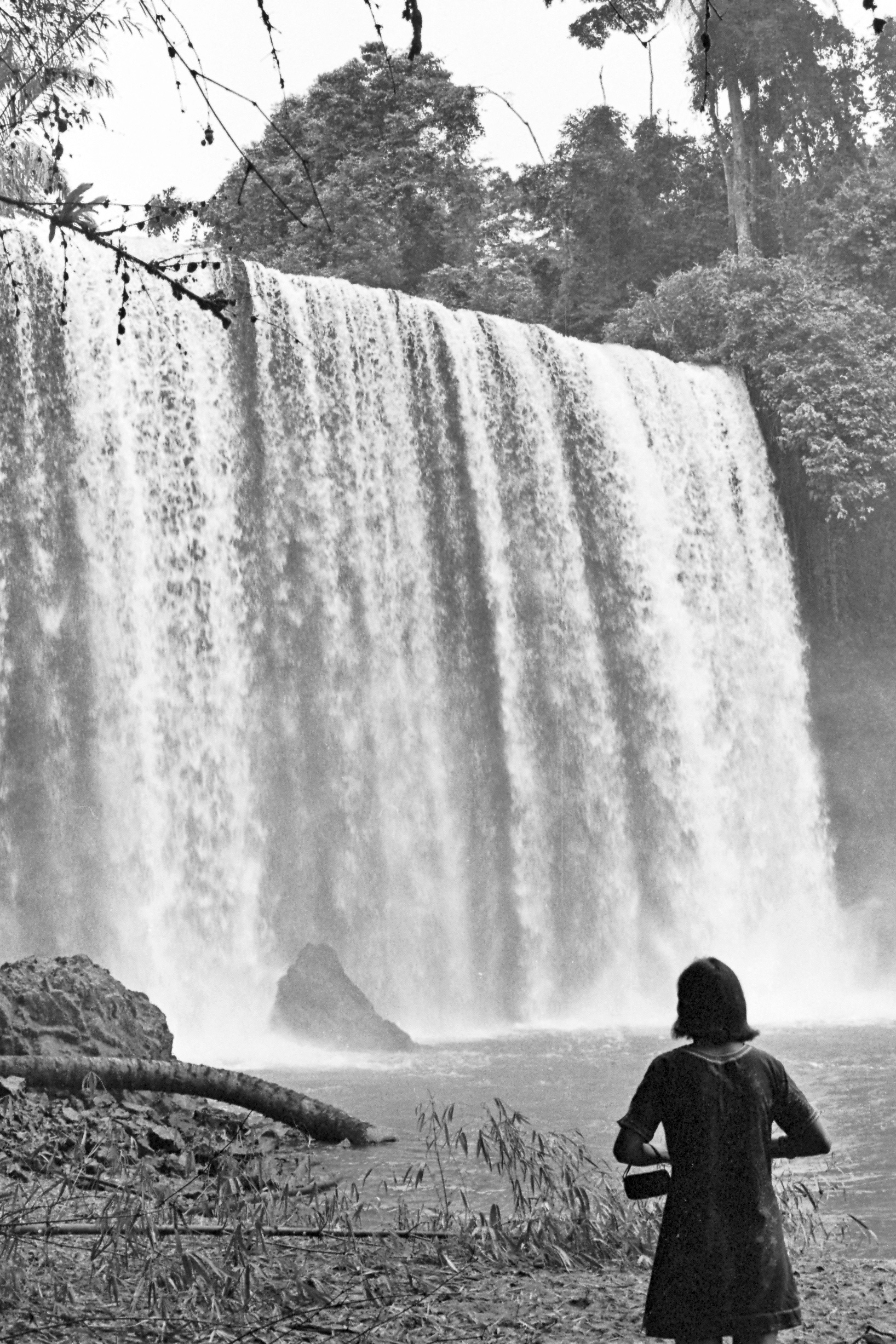

À ne pas confondre avec la chute d'Ekom Nkam, située dans la région de Melong, Bangwa et Bafang. À une petite heure de route de Buéa, près du village d'Ekondo Titi. Elle forme un demi-cercle, au milieu de la forêt vierge, s'étend sur près de 100 m et tombe d'une hauteur de 30 m,.